# Jobner
Jobner è una suddivisione dell'India, classificata come municipality, di 10.496 abitanti, situata nel distretto di Jaipur, nello stato federato del Rajasthan. In base al numero di abitanti la città rientra nella classe IV (da 10.000 a 19.999 persone).

## Geografia fisica
La città è situata a 26° 58' 0 N e 75° 22' 60 E e ha un'altitudine di 399 m s.l.m..

## Società

### Evoluzione demografica
Al censimento del 2001 la popolazione di Jobner assommava a 10.496 persone, delle quali 5.472 maschi e 5.024 femmine. I bambini di età inferiore o uguale ai sei anni assommavano a 1.679, dei quali 920 maschi e 759 femmine. Infine, coloro che erano in grado di saper almeno leggere e scrivere erano 6.670, dei quali 4.088 maschi e 2.582 femmine.